# Walthère Frère-Orban
Hubert Joseph Walthère Frère-Orban, född 22 april 1812 i Liège, död 2 januari 1896 i Bryssel, var en belgisk politiker och landets premiärminister i två omgångar, 1868-1870 och 1878-1884.
Frère-Orban fick en helt och hållet fransk uppfostran och blev 1832 advokat i Liège. Han började snart ägna sig åt journalistik och kämpade för liberalismens idéer samt var medlem av representanternas kammare 1847-1894, där han blev en av det liberala partiets ledande personer. 1847 blev han arbetsminister samt var 1848-1852 och 1857-1870 (med några månaders avbrott 1861) finansminister, och dessutom premiärminister (ministerpresident) 3 januari 1868-2 juli 1870. Därefter var han oppositionsledare till 1878, då han åter blev premiärminister (ministerpresident) och utrikesminister. Han förlorade makten 1884 på grund av ultramontanerna samt sin obenägenhet att införa allmän rösträtt, vilket ledde till att det liberala partiets splittrades. Han blev då åter oppositionsledare.
Frère-Orban genomförde en mängd viktiga reformer, bland annat en översyn av lagen, upprättande av sparkassor, förmånliga handelsavtal, avskaffande av kommunala acciser, och inrättandet av ett undervisningsdepartement. 1879 genomdrev han också en ny skollag, som avsåg att frigöra folkundervisningen från prästernas inflytande. Den vållade mycket kraftig agitation från ultramontanernas sida och de diplomatiska förbindelserna mellan Belgien och Vatikanen bröts, när påven (Leo XIII) befanns stödja det belgiska prästerskapets verksamhet att motverka de kommunala skolorna.
Han förlorade sin parlamentsplats vid de allmänna valen 1894, då den allmänna rösträtten första gången tillämpades i Belgien.
Frère-Orban skrev bland annat La mainmorte et la charité (1854-57), La question monétaire (1874), La question monétaire en Belgique en 1889. Échange de vues entre M. M. Frère-Orban et E. de Laveleye (1890) och La revision constitutionnelle en Belgique et ses conséquences (1893).